# Дмитрівка (Горлівський район)
Дми́трівка — село Сніжнянської міської громади Горлівського району Донецької області, Україна. Населення становить 3370 осіб.

## Загальні відомості
Відстань до райцентру становить близько 46 км і проходить автошляхом Н21.
Унаслідок російської військової агресії із серпня 2014 р. Дмитрівка перебуває на тимчасово окупованій території.

## Символіка
Центральні садиби села Дмитрівка спеціалізуються на вирощуванні овочів і виробництві молока. В горішній частині відповідно - корова, а в нижній - помідор. Колосок - вирощування зернових культур. Оливкова гілка веде до напису на стелі при в'їзді до села  "Миру - мир". Хвилястий поділ щита вказує на річку Міус, на якій стоїть село.

## Історія
Станом на 1873 рік у слободі, центрі Дмитрівської волості Міуського округу Області Війська Донського, мешкало 4089 осіб, налічувалось 710 дворових господарства, 170 плугів, 559 коней, 694 пари волів, 2718 овець.
За переписом 1897 року кількість мешканців зросла до 5952 осіб (2973 чоловічої статі та 2979 — жіночої), з яких всі — православної віри.

### Російсько-українська війна
Дмитрівка отримала сумну славу через незаконний перетин кордону російськими терористами. Так, на 26 травня 2014 року на кордоні з Україною, на відстані 10 км від території України знаходяться 40 Камазів російських найманців.
У червні 2014 року російські бойовики облаштували в селі фортифікацію та змогли міцно закріпитись в даному населеному пункті. За різними даними, тут вже знаходились від однієї до двох РТГр супротивника з бойовими машинами та артилерією. Мости були заміновані на випадок вдалого штурму українських військових. Також було відомо, що на оборону даного пункту були відправлені російські військові.

## Населення

### Мова
Розподіл населення за рідною мовою за даними перепису 2001 року:
| Мова       | Кількість | Відсоток |
| ---------- | --------- | -------- |
| українська | 3091      | 91.72%   |
| російська  | 274       | 8.13%    |
| білоруська | 5         | 0.15%    |
| Усього     | 3370      | 100%     |